# Single numer jeden w roku 2006 (Węgry)
2006 – ósmy rok, w którym było prowadzone zestawienie najlepiej sprzedających się singli na Węgrzech. Lista była tworzona na podstawie wyników sprzedażowych w sklepach.

## Historia notowania
| Data publikacji | Utwór                                  | Wykonawca                       | Źródło |
| --------------- | -------------------------------------- | ------------------------------- | ------ |
| 2 stycznia      | „Hung Up”                              | Madonna                         | [ 2 ]  |
| 9 stycznia      | „Hung Up”                              | Madonna                         | [ 3 ]  |
| 16 stycznia     | „Hung Up”                              | Madonna                         | [ 4 ]  |
| 23 stycznia     | „Hung Up”                              | Madonna                         | [ 5 ]  |
| 30 stycznia     | „Én”                                   | Unique                          | [ 6 ]  |
| 6 lutego        | „Hung Up”                              | Madonna                         | [ 7 ]  |
| 13 lutego       | „Hung Up”                              | Madonna                         | [ 8 ]  |
| 20 lutego       | „Hung Up”                              | Madonna                         | [ 9 ]  |
| 27 lutego       | „Sorry”                                | Madonna                         | [ 10 ] |
| 6 marca         | „Sorry”                                | Madonna                         | [ 11 ] |
| 13 marca        | „Sorry”                                | Madonna                         | [ 12 ] |
| 20 marca        | „Még 1x”                               | Depresszió                      | [ 13 ] |
| 27 marca        | „Suffer Well”                          | Depeche Mode                    | [ 14 ] |
| 3 kwietnia      | „Még 1x”                               | Depresszió                      | [ 15 ] |
| 10 kwietnia     | „Még 1x”                               | Depresszió                      | [ 16 ] |
| 17 kwietnia     | „Még 1x”                               | Depresszió                      | [ 17 ] |
| 24 kwietnia     | „World, Hold On (Children of the Sky)” | Bob Sinclar feat. Steve Edwards | [ 18 ] |
| 1 maja          | „Suffer Well”                          | Depeche Mode                    | [ 19 ] |
| 8 maja          | „World, Hold On (Children of the Sky)” | Bob Sinclar feat. Steve Edwards | [ 20 ] |
| 15 maja         | „21st Century Digital Girl”            | Groove Coverage                 | [ 21 ] |
| 22 maja         | „Love Generation”                      | Bob Sinclar feat. Gary Pine     | [ 22 ] |
| 29 maja         | „World, Hold On (Children of the Sky)” | Bob Sinclar feat. Steve Edwards | [ 23 ] |
| 5 czerwca       | „Get Together”                         | Madonna                         | [ 24 ] |
| 12 czerwca      | „Get Together”                         | Madonna                         | [ 25 ] |
| 19 czerwca      | „Record Straight”                      | NEO                             | [ 26 ] |
| 26 czerwca      | „Cuba”                                 | Cuba Club                       | [ 27 ] |
| 3 lipca         | „Get Together”                         | Madonna                         | [ 28 ] |
| 10 lipca        | „Get Together”                         | Madonna                         | [ 29 ] |
| 17 lipca        | „Cuba”                                 | Cuba Club                       | [ 30 ] |
| 24 lipca        | „Record Straight”                      | NEO                             | [ 31 ] |
| 31 lipca        | „Stars Are Blind”                      | Paris Hilton                    | [ 32 ] |
| 7 sierpnia      | „Get Together”                         | Madonna                         | [ 33 ] |
| 14 sierpnia     | „The Reincarnation of Benjamin Breeg”  | Iron Maiden                     | [ 34 ] |
| 21 sierpnia     | „An Easier Affair”                     | George Michael                  | [ 35 ] |
| 28 sierpnia     | „Crazy”                                | Gnarls Barkley                  | [ 36 ] |
| 4 września      | „Nyári este”                           | Peat Jr. & Fernando             | [ 37 ] |
| 11 września     | „Nyári este”                           | Peat Jr. & Fernando             | [ 38 ] |
| 18 września     | „Nyári este”                           | Peat Jr. & Fernando             | [ 39 ] |
| 25 września     | „Nyári este”                           | Peat Jr. & Fernando             | [ 40 ] |
| 2 października  | „Dance4life”                           | Tiësto feat. Maxi Jazz          | [ 41 ] |
| 9 października  | „Dance4life”                           | Tiësto feat. Maxi Jazz          | [ 42 ] |
| 16 października | „Dance4life”                           | Tiësto feat. Maxi Jazz          | [ 43 ] |
| 23 października | „Rock This Party”                      | Bob Sinclar feat. Cutee B.      | [ 44 ] |
| 30 października | „Dance4life”                           | Tiësto feat. Maxi Jazz          | [ 45 ] |
| 6 listopada     | „Put Your Hands Up for Detroit”        | Fedde le Grand                  | [ 46 ] |
| 13 listopada    | „The Saints Are Comin'”                | U2                              | [ 47 ] |
| 20 listopada    | „Different World”                      | Iron Maiden                     | [ 48 ] |
| 27 listopada    | „Proper Education”                     | Eric Prydz vs. Pink Floyd       | [ 49 ] |
| 4 grudnia       | „Magyarország”                         | Egyesült Hangok                 | [ 50 ] |
| 11 grudnia      | „Magyarország”                         | Egyesült Hangok                 | [ 51 ] |
| 18 grudnia      | „Magyarország”                         | Egyesült Hangok                 | [ 52 ] |
| 25 grudnia      | „Magyarország”                         | Egyesült Hangok                 | [ 53 ] |